# Terapus scaphipes
Terapus scaphipes är en skalbaggsart som beskrevs av August Reichensperger 1933. Terapus scaphipes ingår i släktet Terapus och familjen stumpbaggar. Inga underarter finns listade i Catalogue of Life.